# Alfred Halm

Alfred Halm

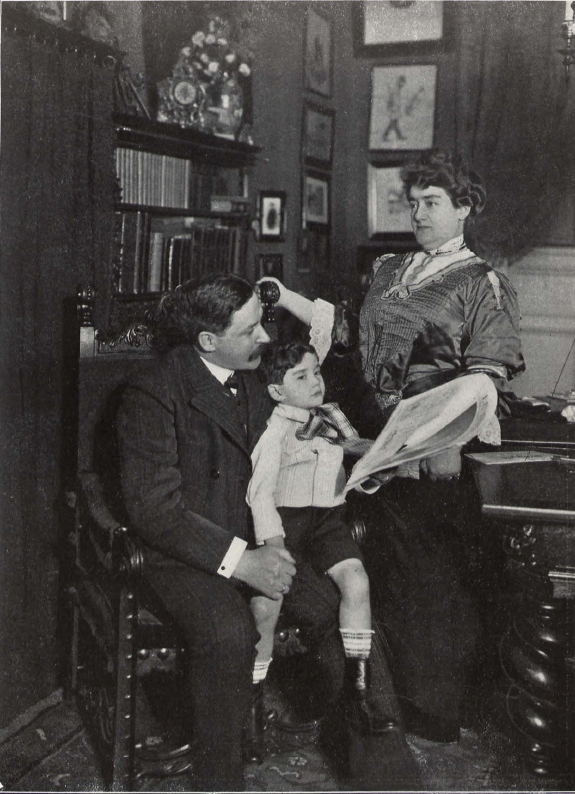
Alfred Halm mit seiner Familie, 1905. Foto von J. Egers.

Alfred Halm, Pseudonym H. Fredall (* 9. Dezember 1861 in Wien; † 5. Februar 1951 in Berlin, eigentlich Alfred Hahn) war ein österreichischer Schauspieler, Theaterregisseur, Theaterleiter, Drehbuchautor und Filmregisseur.

## Leben
Er begann seine Laufbahn als Schauspieler auf Bühnen unter anderem in Hanau, Gießen, Barmen und Elberfeld und am Flora-Theater in Zürich. Zu Beginn der 1890er Jahre kam er nach Berlin und wurde im Fach jugendlicher Held und Liebhaber eingesetzt.
Am Lobe-Theater in Breslau sammelte er nicht nur seine ersten Regie-Erfahrungen, sondern stieg auch zum Co-Direktor des Sommertheaters auf. 1906 übernahm er in Berlin die Leitung des Theaters am Nollendorfplatz. Er führte dieses Theater bis zum Konkurs im Jahr 1912. Bei seinen Inszenierungen stand häufig der mit ihm befreundete Schauspieler Josef Kainz im Mittelpunkt.
1913 wechselte er zum Film, wo er zu verschiedenartigen Stoffen Regie führte und meist auch das Drehbuch beisteuerte. 1915 gründete er mit Ernst Gotthelft und Paul Heidemann die Teddy Film GmbH. Zu seinen späteren Filmerfolgen gehörte die Filmadaption von Gerhart Hauptmanns Rose Bernd mit Henny Porten und Emil Jannings in den Hauptrollen. Nach 1926 beschränkte Halm sich auf das Schreiben von Drehbüchern, später schrieb er Bühnenstücke und arbeitete als Übersetzer. Nach der Machtergreifung der Nationalsozialisten 1933 erhielt der konfessionslose Alfred Halm aufgrund seiner jüdischen Herkunft keine Aufträge mehr.
Während des Zweiten Weltkrieges wurde er mit seiner zweiten Ehefrau ins Ghetto Theresienstadt verschleppt. Beide überlebten das Ghetto und kehrten nach der Befreiung nach Berlin zurück. Er starb 1951 im Behring-Krankenhaus in Zehlendorf an Arterienverkalkung. Zuletzt lebte er an der Spanischen Allee 166.

## Familie
1901 heiratete er in Charlottenburg die Kaufmannstochter Minnie Landes (1873–1919) aus New York. Aus der Ehe entsprangen die Kinder Harry und Evelyn. Harry wurde Schauspieler und Evelyn Schriftstellerin.
Nach dem Tod seiner Ehefrau heiratete er 1920 in Berlin-Schöneberg die 29-jährige Kaufmannstochter Fabienne Heymann.

## Filmografie (als Regisseur und/oder Drehbuchautor)
| - 1914: Ihr Unteroffizier - 1914: Vater und Sohn - 1915: Amor im Quartier - 1915: Die kleine Heldin (nur Regie) - 1915: Der Majoratserbe (nur Regie) - 1915: Teddys Geburtstagsgeschenk (Regie, Produktion) - 1915: Teddys Frühlingsfahrt (Regie, Produktion) - 1916: Teddy züchtet Notkartoffeln (Regie, Produktion) - 1916: Die Bettlerin von St. Marien - 1916: Teddy und die Hutmacherin (Regie, Produktion) - 1916: Teddy’s Badeabenteuer (Regie, Produktion) - 1917: Das Doppelgesicht (Regie) - 1917: Der Ring der Giuditta Foscari - 1917: Die Krone von Kerkyra (nur Drehbuch) - 1917: Das Glück der schönen Creszenz - 1917: Er muß sie haben - 1917: Das schwindende Herz - 1917: Das verlorene Paradies (Beteiligung unsicher) - 1917: Das Geschlecht der Schelme, 1. Teil - 1917: Das Edelfräulein - 1918: Die Serenyi - 1918: Die Rose von Dschiandur - 1918: Das Geschlecht der Schelme, 2. Teil - 1918: Am anderen Ufer als H.Fredal - 1918: Am Scheidewege (nur Regie) als H.Fredal - 1918: Frau Marias Erlebnis - 1918: Halkas Gelöbnis - 1918: Eine junge Dame von Welt - 1918: Die Dreizehn (nur Regie) - 1918: Jadwiga (nur Drehbuch) - 1918: Das Frühlingslied - 1918: Die Nonne und der Harlekin - 1919: Das Werkzeug des Cosimo - 1919: Rose Bernd - 1919: Die Tochter des Mehemed - 1919: Margarete. Die Geschichte einer Gefallenen (nur Drehbuch) - 1919: Pogrom - 1919: Die Sühne der Martha Marx - 1919: Die Fahrt ins Blaue (nur Drehbuch) - 1919: Eugen Onegin - 1919: Der goldene Klub - 1919: Lucas, Kapitel 15 - 1919: Die kleine Staszewska | - 1919: Die Peruanerin - 1920: Der galante König – August der Starke - 1920: Die goldene Krone - 1920: Die letzten Kolczaks (nur Regie) - 1920: Die Marchesa d’Armiani - 1921: Aus dem Schwarzbuch eines Polizeikommissars, 2. Teil - 1921: Das zweite Leben - 1921: Die kleine Dagmar - 1921: Der Schwur des Peter Hergatz - 1922: Die Dame und der Landstreicher - 1922: Marquise von Pompadour - 1922: Das Weib auf dem Panther (nur Regie) - 1923: Freund Ripp (nur Regie) - 1923: Ţigăncuşa de la iatac [dt.: das Zigeunermädchen im Alkoven; Titel in Deutschland: Geknechtete Seelen] - 1923: S.O.S. Die Insel der Tränen (nur Schauspieler) - 1924: Auf Befehl der Pompadour (nur Drehbuch) - 1925: Finale der Liebe (nur Drehbuch) - 1925: Der Mann auf dem Kometen - 1926: Familie Schimek - 1926: Försterchristl (nur Drehbuch) - 1926: Im weißen Rößl (nur Drehbuch) - 1926: Als ich wiederkam (nur Drehbuch) - 1926: Wien, wie es weint und lacht (nur Drehbuch) - 1926: Vater werden ist nicht schwer - 1926: Der Mann seiner Frau (nur Drehbuch) - 1927: Was die Kinder ihren Eltern verschweigen - 1927: Wie heirate ich meinen Chef? (nur Drehbuch) - 1927: Das Fräulein von Kasse 12 (nur Drehbuch) - 1928: Die schönste Frau von Paris (nur Drehbuch) - 1928: Villa Falconieri (nur Drehbuch) - 1928: Das Girl von der Revue (Idee) - 1929: Wer wird denn weinen, wenn man auseinandergeht (nur Drehbuch) - 1929: Liebe im Schnee (nur Drehbuch) - 1930: Dolly macht Karriere (nur Drehbuch) - 1930: Das Mädel aus U.S.A. (Idee) - 1932: Kreuzer Emden (nur Drehbuch) - 1932: Kaiserwalzer (nur Drehbuch) - 1933: Es war einmal ein Musikus (nur Drehbuch) |